# Эмиссия денег
Эми́ссия денег (от фр. émission — «выпуск») — выпуск денег в обращение, ведущий к увеличению денежной массы.

## Эмиссия наличных денег
Истории известны различные формы денежной эмиссии. В прошлом в различных странах существовала частная монополия на денежную эмиссию, когда правительство наделяло какой-то один коммерческий банк исключительными правами эмитировать банкноты. Современным наследием такой системы является делегирование властями права выпуска банкнот уполномоченным коммерческим банкам. Например, правительство Гонконга через Управление денежного обращения Гонконга (выполняющего роль местного центрального банка) уполномочило три коммерческих банка выпускать денежные знаки гонконгского доллара. Иногда существовала свободная денежная эмиссия, когда выпуск денежных знаков осуществляется хаотично правительством и частными банками, без контроля над денежным предложением и колебанием валютного курса. В XX веке было только два таких примера: Канада (1914—1926, 1929—1935 гг.), а также Гонконг (1974—1983 гг.).
Преобладающей системой выпуска общегосударственных денежных знаков в настоящее время является государственная эмиссия денежных знаков: правительство может эмитировать банкноты напрямую или через центральный банк.

### Россия
В России действуют следующие принципы эмиссии наличных денег:
- принцип необязательности обеспечения золотом (не устанавливается официальное соотношение между рублём и золотом или другими драгоценными металлами);
- банкноты и монеты Банка России являются безусловными обязательствами Банка России и обеспечиваются всеми его активами;
- принцип монополии и уникальности (эмиссия наличных денег, организация их обращения и изъятия на территории России осуществляются исключительно Центральным банком РФ);
- принцип безусловной обязательности (рубль является единственным законным платёжным средством на территории России);
- принцип неограниченной обмениваемости (не допускаются какие-либо ограничения по суммам или субъектам обмена; при обмене банкнот и монет на денежные знаки нового образца срок их изъятия из обращения не может быть менее одного года и более пяти лет);
- принцип правового регулирования (решение о выпуске денег в обращение и изъятии их из обращения принимает Совет директоров Банка России).

### Производство наличных денежных средств
Производство наличных денежных средств (чеканка монет и печать банкнот) в физическом исполнении осуществляется на специализированных предприятиях (монетных дворах). В России АО «Гознак» изготовление монет осуществляет на Московском и Санкт-Петербургском монетных дворах. На этих же предприятиях обычно изготавливают медали, значки. Банкноты печатают в специализированных типографиях. На этих же предприятиях обычно изготавливают бланки ценных бумаг, паспортов и других важных документов с повышенными средствами защиты от подделки. Некоторые государства не имеют собственных предприятий по изготовлению наличных. Они на платной основе заказывают изготовление в других странах. Например, заказ на выпуск первых вариантов украинской гривны был размещён в Канаде. Белогвардейские генералы (например, Деникин, Колчак и т. д.) также заказывали денежные знаки в других странах.
Сам процесс производства жёстко регламентируется.

## Эмиссия безналичных денег
Центральный банк выдаёт кредиты другим банкам, как правило, в виде сделки РЕПО по ставке рефинансирования. Эмитированные средства зачисляются на корреспондентский счёт банка-получателя в ЦБ. В активе ЦБ остаётся та же сумма выданного кредита, «погашаемая» при его возврате. Кроме того, часть денежных средств вводится в экономику путём покупки иностранной валюты и пополнении ей золотовалютных резервов, так как при этом попадает в оборот национальная валюта.
Если наличные деньги эмитирует только центральный банк, то безналичные деньги могут создаваться в частном порядке. Обычно это связано с выдачей кредитов. При этом передача безналичных средств между банками не может происходить без контроля центрального банка, а объёмы межбанковских переводов ограничены размером безналичных средств на корреспондентском счету банка плательщика. При недостаточности средств, банки прибегают к различным вариантам рефинансирования. Центральный банк обычно гарантирует предоставление краткосрочных безналичных ссуд по цене ставки рефинансирования. Эффект увеличения денег в обороте за счёт выдачи кредитов называют банковским мультипликатором.
Но это не единственный вариант безналичной денежной эмиссии. Если вексель используется в расчётах за товары или услуги, то такой вексель начинает играть роль дополнительно эмитированных денег.
Изъятие кредитных денег из оборота происходит при погашении кредитов (оплаты векселей). Такие операции, не сбалансированные соответствующим объёмом эмиссии, провоцируют кредитное сжатие.

## Доход от эмиссии денег
Поскольку деньги являются средством обращения, от которого зависит благополучие общества в целом, право получать доход от их создания, по мнению значительной части экспертов, должно принадлежать государству. По мнению американского экономиста Германа Дэйли, присвоение этого дохода частными субъектами (коммерческими банками) можно рассматривать как форму их скрытого субсидирования за счёт общества, что вызывает вопросы о моральной оправданности такого рода субсидии и о том, как она соотносится с принципом честной конкуренции.

## Современная ситуация
Согласно данным Банка Англии, в декабре 2013 года примерно 97 % денежной массы в экономике составляли банковские депозиты, большей частью созданные самими частными банками как результат кредитования.
Также существенным является тот факт, что увеличение денежной массы в интересах развития экономики, как правило, возможно лишь путём увеличения долгов экономических субъектов перед банками. При этом рост денежной массы и долгов в современной экономике опережает рост ВВП (см. Turner, 2014). В то же время опережающий по отношению к ВВП рост долгов толкает к финансовому кризису.
В связи с этим некоторые экономисты предлагают увеличить нормы резервирования по текущим счетам до 100 %. Впервые эта идея была высказана Фредериком Содди в 1920-х годах, позже с аналогичными предложениями выступали Ирвинг Фишер и Генри Саймонс. Различные варианты такого рода реформы предлагались также Милтоном Фридманом (1960), Джеймсом Тобином (1987), Джоном Кэем (2009) и Лоуренсом Котликофф (2010). По их мнению, это лишит банки возможности создавать новые деньги в форме займов, передаст денежную эмиссию исключительно государству. Экономисты МВФ в 2012 году моделировали предложения Фишера и пришли к выводу об «уверенном подтверждении» заявленных преимуществ предлагаемой им системы. Дальнейшим развитием предложений Фишера (главным образом, связанным со спецификой денежного обращения в электронной форме) является работа Джозефа Хубера и Джеймса Робертса «Creating New Money» (2000). В Великобритании создана НГО Positive Money, которая ведёт кампанию за лишение банков права на эмиссию и создание «суверенных денег».